# Горшково (Вологодский район)
Горшково — деревня в Вологодском районе Вологодской области.
Входит в состав Лесковского сельского поселения, с точки зрения административно-территориального деления — в Рабоче-Крестьянский сельсовет.
Расстояние до районного центра Вологды по автодороге — 21,6 км, до центра муниципального образования Лесково по прямой — 7 км. Ближайшие населённые пункты — Закрышкино, Рогозкино, Высоково, Рубцово, Ватланово.
По переписи 2002 года население — 3 человека.